# تارانا برک
تارانا برک (زادهٔ ۱۲ سپتامبر ۱۹۷۳ ‏(۵۱ سال)) یک فعال آمریکایی اهل برانکس، نیویورک است که جنبش ضد خشونت جنسی به نام «من هم» را راه‌اندازی کرد. در سال ۲۰۰۶، او شروع به استفاده از MeToo# کرد تا به سایر زنان با تجربیات مشابه کمک کند تا از خودشان دفاع کنند. بیش از یک دهه بعد، در سال ۲۰۱۷ هشتگ MeToo پس از اینکه که آلیسا میلانو و سایر زنان شروع به استفاده از آن برای توئیت در مورد اتهامات پرونده‌های سوءاستفاده جنسی هاروی واینستین کردند، به یک هشتگ محبوب تبدیل شد. این عبارت و هشتگ به سرعت به یک جنبش گسترده و به‌طور غیرمنتظره ای در نهایت به یک جنبش بین‌المللی (بیش از ۸۰ کشور) تبدیل شد.
تایم، تارانا برک را در میان گروهی از فعالان برجسته دیگر که «سکوت شکنان» نامیده می‌شوند، به‌عنوان شخصیت سال ۲۰۱۷ معرفی کرد. او در سال ۲۰۱۸ جایزه معتبر Ridenhour را برای شجاعت دریافت کرد